# Глебки
Глебки (укр. Глібки) — село в Красиловском районе Хмельницкой области Украины.
Население по переписи 2001 года составляло 233 человека. Почтовый индекс — 31051. Телефонный код — 3855. Занимает площадь 1,012 км². Код КОАТУУ — 6822782401.

## Местный совет
31051, Хмельницкая обл., Красиловский р-н, с. Глебки, ул. Центральная